# Angus King

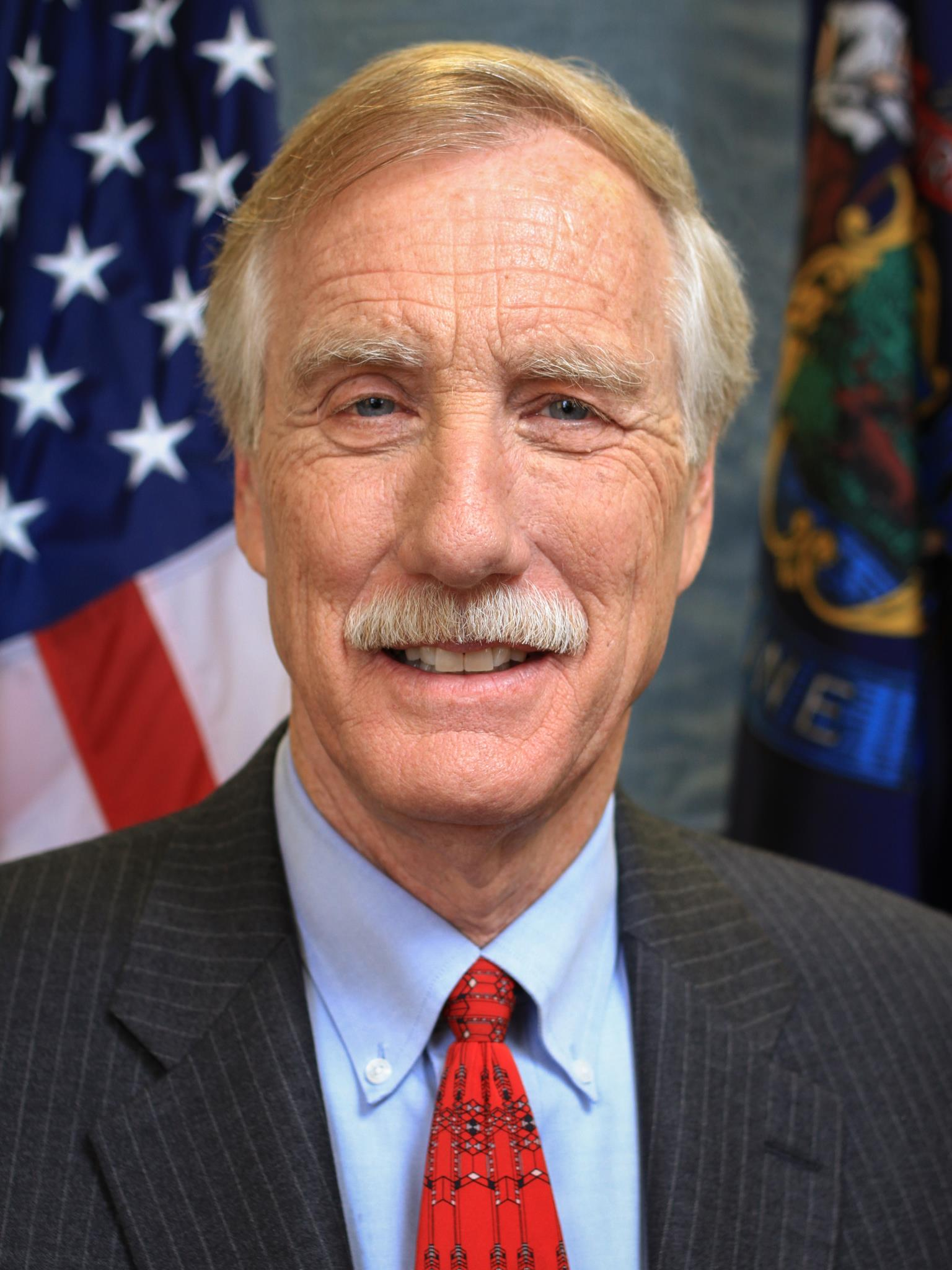
Angus King (2013)

Angus Stanley King Jr. (* 31. März 1944 in Alexandria, Virginia) ist ein parteiloser US-amerikanischer Politiker. Er war von 1995 bis 2003 Gouverneur des Bundesstaates Maine. Seit 2013 ist er Mitglied des Senats und gehört dort der Fraktion der Demokratischen Partei an.

## Frühe Jahre
Angus King absolvierte im Jahr 1966 das Dartmouth College und studierte dann bis 1969 an der University of Virginia Jura. Zwischen 1972 und 1975 arbeitete er für den US-Senator William Dodd Hathaway und er war ein Berater eines Kongressausschusses, der sich mit Alkohol- und Drogenproblemen befasste. Von 1975 bis 1983 praktizierte er als Rechtsanwalt. Danach war er bis 1994 Leiter einer Firma, die energiesparende Produkte vertrieb.

## Gouverneur von Maine
King machte sich auch einen Namen als Moderator einer bekannten Fernsehshow in Maine. Dadurch erlangte er einen hohen Bekanntheitsgrad, der es ihm 1994 ermöglichte, als unabhängiger Kandidat für das Amt des Gouverneurs zu kandidieren und dann auch gewählt zu werden. Bei der Wahl setzte er sich gegen die Kandidaten der Demokraten und Republikaner durch. Nach James B. Longley, der von 1975 bis 1979 amtierte, war King der zweite Gouverneur von Maine, der als unabhängiger Kandidat in dieses Amt gewählt worden war. Während seiner Amtszeit waren er und Jesse Ventura, der Gouverneur von Minnesota, die einzigen US-Gouverneure, die nicht einer der beiden großen amerikanischen Parteien angehörten.
Angus King trat sein neues Amt am 5. Januar 1995 an und konnte nach einer Wiederwahl im Jahr 1998 bis zum 8. Januar 2003 im Amt bleiben. King sorgte in seiner Amtszeit dafür, dass die Mittelschulen des Staates mit Laptops für alle Schüler und Lehrer ausgestattet wurden. Das Vorhaben stieß zunächst wegen der hohen Kosten auf Widerstand, wurde dann aber von der Legislative abgesegnet und in Kraft gesetzt. Viel umstrittener war eine Gesetzesvorlage, nach der alle Personen, die für oder an Schulen arbeiteten, ihre Fingerabdrücke bei der Staatspolizei abgeben sollten. Auch sollten sie alle auf ihre Vergangenheit polizeilich überprüft werden. Das betraf sogar die Mitarbeiter von Vertragsfirmen, die für die Schulen arbeiteten. Damit wollte der Gouverneur Kindesmissbrauch durch solche Personen verhindern. Seine Gegner hielten ihm vor, dass ein solches Problem aus diesem Personenkreis nicht existiere. Landesweit traten 57 Lehrer aus Protest gegen das Gesetz zurück. Ursprünglich sollten die Betroffenen auch die Kosten der Maßnahmen tragen. Das Repräsentantenhaus von Maine änderte diesen Teil aber dahingehend ab, dass die Kosten vom Staat übernommen wurden.
Nach dem Ende seiner zweiten Amtszeit startete King mit seiner Familie eine Rundreise durch die Vereinigten Staaten. Dabei besuchte er im Verlauf eines halben Jahres 34 der 50 Bundesstaaten. Heute engagiert sich King für ein Projekt zur Nutzung der Windenergie zur Stromerzeugung in Maine. Angus King ist mit Mary Herman verheiratet. Das Paar hat fünf Kinder.

## Senator
Am 5. März 2012 verkündete King seine Absicht, für den Senat der Vereinigten Staaten zu kandidieren und sich damit um den Sitz, der durch das Ausscheiden von Olympia Snowe frei wurde, als unabhängiger Kandidat zu bewerben. Er setzte sich in der Wahl 2012 erfolgreich gegen den Republikaner Charlie Summers und die Demokratin Cynthia Dill durch, bei seiner Wiederwahl 2018 gewann er gegen den Republikaner Eric Brakey und den Demokraten Zak Ringelstein.
King hat sich im Senat der Fraktion der Demokratischen Partei angeschlossen.